# Soly (Niger)
Soly (auch: Soli) ist ein Dorf in der Landgemeinde Tagriss in Niger.

## Geographie
Das von einem traditionellen Ortsvorsteher (chef traditionnel) geleitete Dorf liegt im Tarka-Tal. Es befindet sich rund 22 Kilometer nordwestlich des Hauptorts Tagriss der gleichnamigen Landgemeinde, die zum Departement Dakoro in der Region Maradi gehört. Zu weiteren Siedlungen in der Umgebung von Soly zählen Gandou Goriba im Norden, Elh Dawèye im Südosten und Koudou Saley im Westen.
Es herrscht das Klima der Sahelzone vor, mit einer durchschnittlichen jährlichen Niederschlagsmenge zwischen 300 und 400 mm. Westlich von Soly erhebt sich der 397 m hohe Hügel Takala.

## Geschichte
Die französische Kolonialverwaltung schuf 1947 einen Kanton namens Soly Tagriss, der nach den Dörfern Soly und Tagriss benannt und als dessen Hauptort Soly bestimmt wurde. Als 2002 im Zuge einer landesweiten Verwaltungsreform aus dem Kanton Soly Tagriss eine Gemeinde hervorging, sorgte ein einflussreicher Politiker dafür, dass der Gemeindehauptort von Soly in sein Heimatdorf Tagriss verlegt wurde.

## Bevölkerung
Bei der Volkszählung 2012 hatte Soly 1198 Einwohner, die in 165 Haushalten lebten. Bei der Volkszählung 2001 betrug die Einwohnerzahl 696 in 85 Haushalten und bei der Volkszählung 1988 belief sich die Einwohnerzahl auf 764 in 108 Haushalten.

## Wirtschaft und Infrastruktur
Das Dorf liegt an einer traditionellen Route nomadischer Fulbe- und Wodaabe-Viehzüchter für die Überwinterung im Norden. Eine Getreidebank wurde in den 1980er Jahren etabliert. Mit einem Centre de Santé Intégré (CSI) ist ein Gesundheitszentrum im Dorf vorhanden. Es gibt eine Schule. Die Niederschlagsmessstation in Soly wurde 1981 in Betrieb genommen. Durch den Ort verläuft die 366,6 Kilometer lange Nationalstraße 32 zwischen Keita und Sabon Kafi. Es handelt sich in diesem Abschnitt um eine moderne Erdstraße.